# 香岩寺 (清徐)
清徐香岩寺，位于山西省太原市清徐县马峪乡东马峪村，是中华人民共和国山西省文物保护单位之一。
2004年6月10日，授予山西省文物保护单位，是一座古建筑。